# Edificio de la Bolsa de Valores de Valparaíso
El edificio de la Bolsa de Valores de Valparaíso, actualmente edificio Federico Santa María es un inmueble ubicado en la esquina de las calles Prat y Urriola, en el barrio cívico de la ciudad de Valparaíso, Chile. Inaugurado en 1915, fue la sede de la Bolsa de Corredores de Valparaíso, hasta que la institución bursátil dejó de existir en 2018. Forma parte de la Zona Típica de la calle Prat, definida mediante el Decreto n.º 605, del 31 de agosto de 2001.
Con planos originales de Huber y Laclolet, y modificados por Carlos Claussen, su construcción se inició en 1911, y fue inaugurado en 1915. Con cinco pisos, presenta una esquina curva, con un tambor de gran magnitud, que es rematado por una cúpula vidriada de estilo francés.
En 2019, luego de que la Bolsa de Corredores dejara de existir, la Universidad Técnica Federico Santa María compró el edificio para instalar en el lugar un centro universitario de innovación, creatividad y emprendimiento.